# 张少铭
张少铭（1908年—1997年），男，山东高密人，中国农药化学家，曾任化工部沈阳化工研究院总工程师，第五、六届全国政协委员。